# Confine tra Malawi e Mozambico
Il confine tra il Malawi e il Mozambico ha una lunghezza di 1498 km e va dal triplice confine con la Tanzania a nord, fino al triplice confine lo Zambia a ovest.

## Descrizione
Il tracciato inizia al triplice confine con la Tanzania posto sul lago Malawi (o Niassa) e lo attraversa per circa 330 km. Dal lago al fiume Malosa, il confine si estende lungo segmenti rettilinei passando sia per il lago Chiuta che per il lago Chilwa e proseguendo lungo i talweg di alcuni fiumi come il Ruo e Shire. Il confine vira verso nord-ovest e prosegue fino al triplice confine con lo Zambia.
Il confine terrestre separa le province mozambicane di Niassa, Zambezia e Tete dalla Regione Meridionale del Malawi.

## Storia

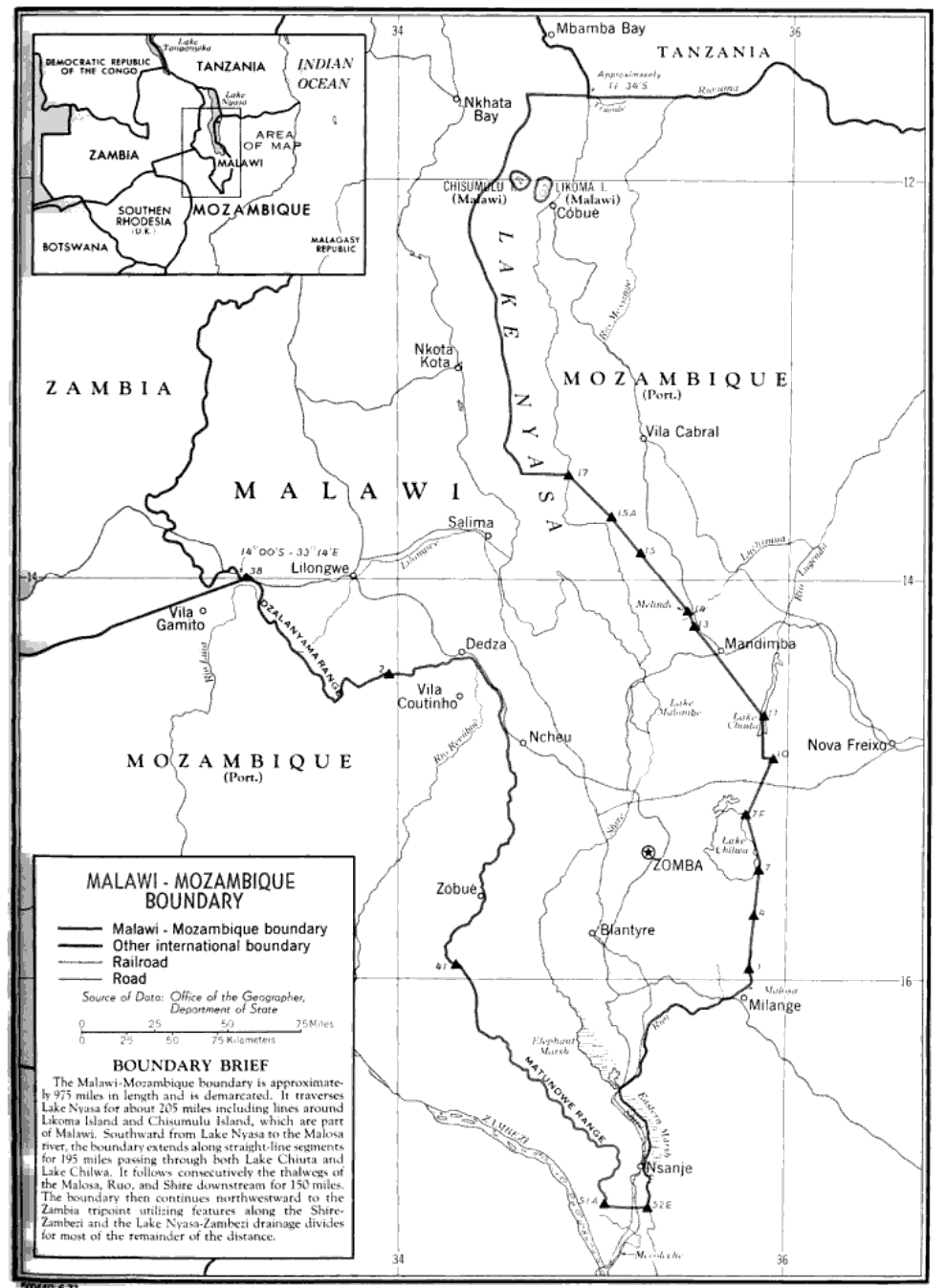
Mappa del confine tra Malawi e Mozambico (1971)

I portoghesi giunsero sulle coste del Mozambico alla fine del XV secolo, e stabilirono numerosi insediamenti commerciali per la rotta delle Indie orientali. Durante la metà del XVI secolo cominciarono a esplorare l'entroterra lungo lo Zambesi e le difficoltà nel mantenere le basi sulla costa portarono all'amministrazione del territorio direttamente dall'India fino al 1752, quando fu posto sotto l'amministrazione di un governatore generale.
Una controversia tra il Portogallo e il Regno Unito relativa alle rivendicazioni territoriali nella baia di Delagoa a sud di Maputo (chiamata all'epoca Lourenco Marques) fu sottoposta a un arbitrato condotto dal presidente-maresciallo francese Mac-Mahon. Nel 1875 egli accettò la maggior parte delle richieste portoghesi che davano al Portogallo sia la baia che l'area adiacente a sud.
Gli interessi britannici sull'Africa centro-meridionale iniziarono a partire dalle esplorazioni del missionario David Livingstone dopo il 1853. Nel 1878 venne fondata l'African Lakes Corporation da uomini d'affari scozzesi per cooperare con le missioni presbiteriane nell'attuale Malawi; essa fu in larga misura fusa con la British South Africa Company nel 1893. Il 21 settembre 1889 fu dichiarato un protettorato britannico nell'area del lago Malawi.
Il confini dell'odierno Malawi vennero delimitati nel 1891. Il nome dell'entità divenne Protettorato britannico dell'Africa centrale nel 1893 e cambiato in Protettorato di Nyasaland nel 1907.
Un trattato anglo-portoghese del 26 febbraio 1884 che riguardava i limiti del confine del territorio portoghese non fu mai ratificato ma nello stesso anno fu convocata la conferenza di Berlino che rappresentò l'apice della spartizione dell'Africa da parte delle potenze coloniali europee.
Nel 1886 il Portogallo sottoscrisse vari trattati sia con la Francia che con la Germania, le quali riconoscevano le rivendicazioni portoghesi su una striscia continua di territorio attraverso l'Africa tra il Mozambico e l'Angola. In risposta, il Regno Unito indicò che avrebbe riconosciuto solo le rivendicazioni basate sull'occupazione effettiva del territorio così come sanciva l'Atto Generale della Conferenza di Berlino.
Tra il 1888 e il 1893, il Portogallo concesse i diritti di sovranità a tre compagnie private (Mocambique Company, Niassa Company e Zambezia Company) controllate e finanziate soprattutto dagli inglesi che avevano stabilito delle tratte ferroviarie verso le vicine colonie in Sudafrica e Rhodesia. Negli anni successivi le concessioni non vennero rinnovate o arrivarono alla scadenza. Un trattato anglo-portoghese dell'11 giugno 1891 delimitò in via generale un confine tra il Nyasaland (chiamato Protettorato britannico dell'Africa centrale) e il Mozambico (chiamato Africa orientale portoghese).
Un accordo anglo-portoghese del 31 maggio-5 giugno 1893 specificò che, in attesa dell'effettiva delimitazione del confine, dovevano essere utilizzate delle linee di demarcazione naturali come le rive dei laghi o dei fiumi. L'accordo riconobbe inoltre l'appartenenza britannica delle isole di Chizumulu e Likoma poste sul lago Malawi. Gli accordi per la demarcazione del confine tra Mozambico e Nyasaland furono sottoscritti tra il 1899 e il 1900 e confermate con alcune rettifiche nel 1906. Ulteriori accordi sulla delimitazione del confine vennero fatti nel 1911 e nel 1923.
Nel 1954 fu firmato un accordo tra inglesi e portoghesi che stabilivano il centro del lago come confine dei due paesi, a eccezione delle isole Chizumulu e Likoma che costituivano due exclavi malawensi. Tra il 1º agosto 1953 e il 31 dicembre 1963, il protettorato del Nyasaland fu membro della Federazione della Rhodesia e del Nyasaland e ottenne l'indipendenza il 6 luglio 1964 adottando formalmente il nome Malawi. Il Mozambico ottenne l'indipendenza nel 1975.

## Attraversamenti del confine
Ci sono sei punti di attraversamento del confine tra Malawi e Mozambico.